# The Lucky Stiff
The Lucky Stiff ist eine US-amerikanische Kriminalkomödie aus dem Jahr 1949, die von United Artists produziert wurde. Die Hauptrollen spielten Dorothy Lamour, Brian Donlevy und Claire Trevor. Regie führte Lewis R. Foster. Der Film basiert auf einer gleichnamigen Geschichte von Craig Rice. The Lucky Stiff war die einzige Filmproduktion des als Entertainer und Komiker bekannten Jack Benny.

## Handlung
Der Anwalt John J. Malone ist ein Verehrer der Nachtclubsängerin Anna Marie St. Clair. Während eines Treffens mit St. Clair wird ihr Vorgesetzter ermordet und sie selbst als Verdächtige festgenommen. Sie wird vor Gericht schuldig gesprochen und soll hingerichtet werden. Malone ist von St. Clairs Unschuld überzeugt und versucht mit seiner Sekretärin Maggie Seaton, den wahren Mörder zu finden. Zudem vermutet er hinter dem Mord eine Verstrickung in einen Fall von Schutzgelderpressung, an dem er zurzeit arbeitet.
Im letztmöglichen Moment kann die geplante Hinrichtung von Anna Marie St. Clair wegen mangelnder Beweise abgebrochen werden. Da die Zeitungen fälschlicherweise dennoch von ihrem Tod berichten, nutzt sie die Gelegenheit aus und taucht unter. Kurz darauf wird die Nachtclubsängerin Millie Dale ermordet, die zuvor als Ersatz für St. Clair im Club eingestellt wurde. Schließlich gelingt es Malone die beiden Morde dem Nachtclubbesitzer Eddie Britt nachzuweisen, der in das Schutzgeldgeschäft verwickelt ist. Anna Marie St. Clair, die eine heimliche Affäre mit Britt hatte, wird als dessen Komplizin festgenommen und erneut verurteilt. Der Film endet mit einem Kuss zwischen Malone und seiner Sekretärin Maggie Seaton, die sich während ihrer Ermittlungen ineinander verliebt hatten.

## Kritiken
In der The New York Times vom 31. Januar 1949 wird The Lucky Stiff als „schmerzhafter Versuch, Lacher mit einer Ansammlung von Leichen und einem falschen Geist zu erzeugen“ bezeichnet. Zudem wurde die Arbeit des Regisseurs Lewis R. Foster kritisiert.
Leonard Maltin gab The Lucky Stiff in seiner Bewertung zwei von vier Sternen. Der Film hätte eine „robuste Besetzung“, aber eine dünne Handlung.